# Cephalotaxus koreana
Cephalotaxus koreana ist eine Pflanzenart aus der Familie der Kopfeibengewächse (Cephalotaxaceae). Cephalotaxus koreana wird häufig als eine Unterart oder Varietät der Japanischen Kopfeibe (Cephalotaxus harringtonia) angesehen. Sie ist im nordöstlichen China, auf der Koreanischen Halbinsel sowie in Japan heimisch.

## Beschreibung
Cephalotaxus koreana wächst als aufrechter immergrüner Strauch, der Wuchshöhen von 1 bis 3 Metern erreichen kann. Diese Strauch wächst nur langsam und ist reich verzweigt.
Die schwarzgrünen Nadeln sind rund 5 Zentimeter lang und etwa 0,4 Zentimeter breit.
Die weiblichen Zapfen sind zur Reife hin rot gefärbt und essbar.

## Vorkommen
Das natürliche Verbreitungsgebiet von Cephalotaxus koreana umfasst das nordöstliche China, die Koreanische Halbinsel und Japan. In Japan gibt es Vorkommen auf den Inseln Hokkaidō und Honshū.
Cephalotaxus koreana gedeiht in niedrigen bis mittleren Höhenlagen.
Cephalotaxus koreana wird in der Roten Liste der IUCN als ein Synonym von Cephalotaxus harringtonia geführt, welche als „nicht gefährdet“ eingestuft wird. Es ist jedoch bekannt, dass die Art zumindest auf der Koreanischen Halbinsel durch Flächenrodungen bedroht wird.

## Systematik
Die Erstbeschreibung als Cephalotaxus koreana erfolgte 1930 durch Nakai Takenoshin in Botanical Magazine, Band 44, Seite 510. Cephalotaxus koreana wird von einigen Autoren aufgrund einer im Jahr 2008 durchgeführten molekularen Untersuchung mit Cephalotaxus wilsoniana in eine Klade gestellt und zusammen mit dieser Art als eine Varietät oder Unterart von Cephalotaxus harringtonia behandelt.